# Lucidité passagère
Lucidité passagère est un film québécois réalisé collectivement par Fabrice Barrilliet, Nicolas Bolduc, Julien Knafo et Marie-Hélène Panisset en 2009.

## Distribution
- Sophie Gendron